# Domažlicei járás

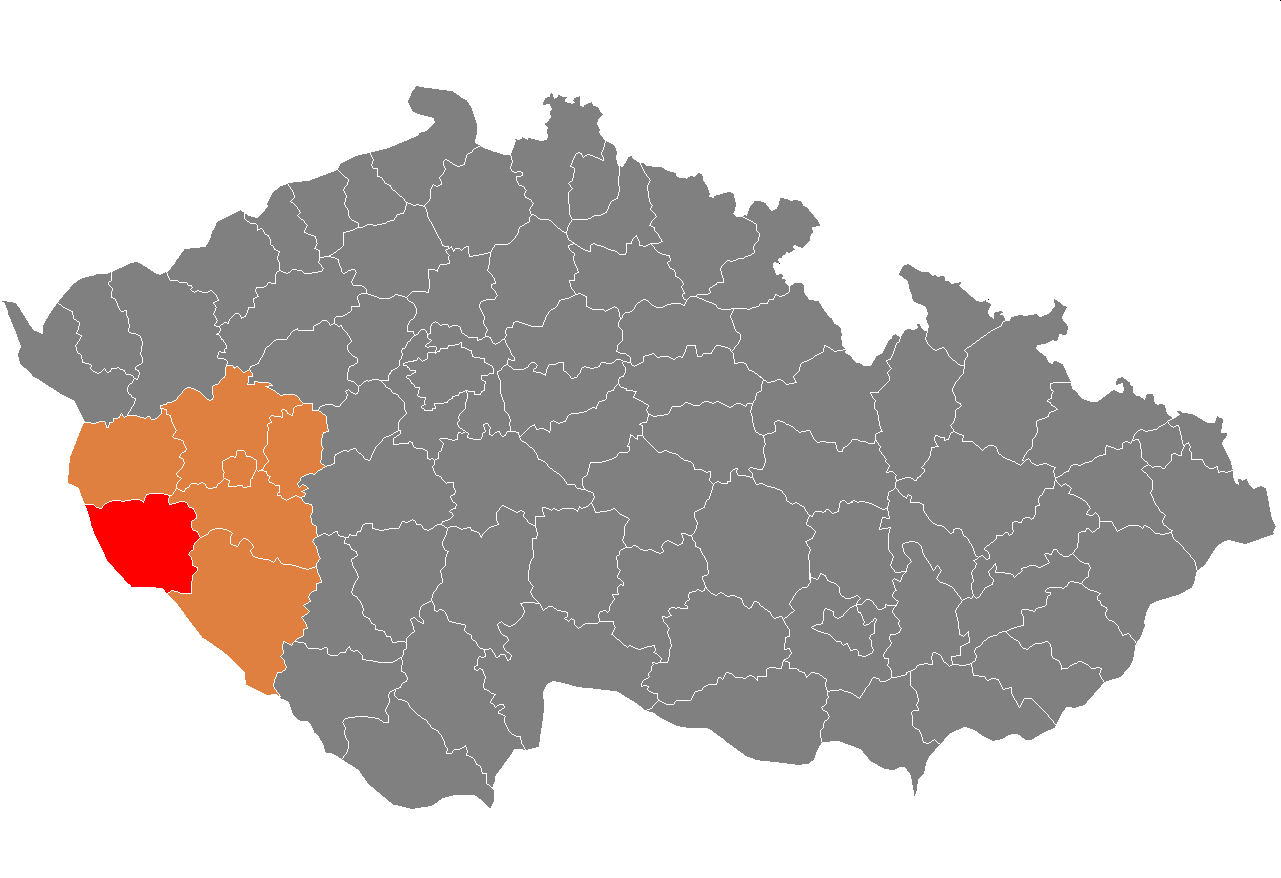
A Domažlicei járás

A Domažlicei járás (csehül: Okres Domažlice) közigazgatási egység Csehország Plzeňi kerületében. Székhelye Domažlice. Lakosainak száma 61 141 fő (2009). Területe 1123,46 km².

## Városai, mezővárosai és községei
A városok félkövér, a mezővárosok dőlt, a községek álló betűkkel szerepelnek a felsorolásban.
Babylon •
Bělá nad Radbuzou •
Blížejov •
Brnířov •
Bukovec •
Čečovice •
Čermná •
Černovice •
Česká Kubice •
Chocomyšl •
Chodov •
Chodská Lhota •
Chrastavice •
Díly •
Domažlice •
Drahotín •
Draženov •
Hlohová •
Hlohovčice •
Holýšov •
Hora Svatého Václava •
Horní Kamenice •
Horšovský Týn •
Hostouň •
Hradiště •
Hvožďany •
Kanice •
Kaničky •
Kdyně •
Klenčí pod Čerchovem •
Koloveč •
Kout na Šumavě •
Křenovy •
Kvíčovice •
Libkov •
Loučim •
Luženičky •
Meclov •
Mezholezy •
Mezholezy u Horšovského Týna •
Milavče •
Mířkov •
Mnichov •
Močerady •
Mrákov •
Mutěnín •
Nemanice •
Němčice •
Neuměř •
Nevolice •
Nová Ves •
Nový Kramolín •
Osvračín •
Otov •
Pařezov •
Pasečnice •
Pec •
Pelechy •
Poběžovice •
Pocinovice •
Poděvousy •
Postřekov •
Puclice •
Rybník •
Semněvice •
Spáňov •
Srbice •
Srby •
Staňkov •
Štichov •
Stráž •
Tlumačov •
Trhanov •
Úboč •
Újezd •
Únějovice •
Úsilov •
Velký Malahov •
Vidice •
Vlkanov •
Všekary •
Všepadly •
Všeruby •
Zahořany •
Ždánov

## Fordítás
- Ez a szócikk részben vagy egészben  a   Domažlice District című angol Wikipédia-szócikk ezen változatának fordításán alapul.  Az eredeti cikk szerkesztőit annak laptörténete sorolja fel. Ez a jelzés csupán a megfogalmazás eredetét és a szerzői jogokat jelzi, nem szolgál a cikkben szereplő információk forrásmegjelöléseként.
- Ez a szócikk részben vagy egészben  az   Okres Domažlice című cseh Wikipédia-szócikk ezen változatának fordításán alapul.  Az eredeti cikk szerkesztőit annak laptörténete sorolja fel. Ez a jelzés csupán a megfogalmazás eredetét és a szerzői jogokat jelzi, nem szolgál a cikkben szereplő információk forrásmegjelöléseként.